# Oberea atropunctata
Oberea atropunctata là một loài bọ cánh cứng trong họ Cerambycidae.